# Grška osamosvojitvena vojna
Grška osamosvojitvena vojna (tudi grška revolucija) je bila uspešna vojna, ki jo je Grčija s svojimi zaveznicami med letoma 1821 in 1831 bojevala za pridobitev neodvisnosti izpod oblasti Osmanskega cesarstva. Samostojnost jim je končno zagotovila konstantinopelska mirovna pogodba, podpisana julija 1832, s katero so Grki postali prvi narod, podložen Osmanskemu cesarstvu, ki je bil priznan kot samostojen. Grki svoj dan samostojnosti praznujejo 25. marca.
Mir v Evropi, ki ga je ustvaril Dunajski kongres, ni trajal dolgo časa. Po številnih državah je v prvi polovici 19. stoletja prišlo do notranjih uporov, nemirov, revolucij in prevratov, saj so državljani želeli postaviti na oblast meščanstvo, izoblikovati novo ustavo in parlament. V tej zvezi so se osnovala številna narodna gibanja in boji za narodno samostojnost.
Na ozemlju današnje Grčije in celega Balkana so namreč že od 15. stoletja vladali Turki, ki so zelo surovo ravnali s prebivalci. V 19. stoletju pa so se narodnjaki začeli zbirati v skritih prostorih, najpogosteje v gozdovih. Grki so se po zgledu italijanskih karbonarjev združevali v tajnih društvih, imenovanih heterije, kjer so načrtovali upor.
Začel se je leta 1821, ko so Turki izvedeli za tajna društva. Hoteli so opozoriti Grke na svojo moč, zato so na velikonočno nedeljo obesili takratnega grško-pravoslavnega patriarha in veliko drugih grških škofov na cerkvena vrata. To dejanje je sprožilo še večji upor prebivalstva. Oktobra 1821 so uporni Grki pobili večino turškega prebivalstva v peloponeškem mestu Tripoli, ki so ga nato zavzeli.
Turki so svoj naslednji napad namerili na otok Hios. Pobili so 23.000 moških, 50.000 otrok in žena pa so odpeljali v sužnost. Tako je na otoku ostalo le zelo majhno število živih prebivalcev. Prizor iz te bitke, ki je pretresla celo Evropo, je naslikal slikar Eugène Delacroix (Pokol na Hiosu (Delacroix)).
Iz ostalega dela pretresene Evrope je prišlo veliko denarja in pomoči. Med prostovoljci sta bila tudi grof Santorre di Santarosa iz Piemonta in romantični angleški pesnik Byron. Ta je na svoje stroške poskrbel za vojaško opremo 500 borcev. Po hudih bojih je 19. aprila 1824 umrl zaradi vročine v Misolongiju.
Velike evropske sile pa niso posredovale zaradi domače javnosti, ki je bila razburjena zaradi pobojev civilistov (ki sta ga izvajali obe strani), pač pa so bili ključni strateški vzroki. Leta 1824 je osmanskim četam priskočil na pomoč Mohamed Ali paša, governer Egipta po rodu iz Albanije, ki si je po pregnanju Napoleonovih čet tam utrdil oblast, ter začel z modernimi reformami. Njegove čete Grkom zadale hude poraze, poleti 1827 je tako zavzel Akropolo v Atenah. Po takratnih navadah v osmanskem cesarstvu naj bi kot zmagovalec on ali njegov sin Ibrahim postal namestnik na Peloponezu. To bi lahko pomenilo nastanek močne državne tvorbe (uradno še znotraj Osmanskega cesarstva), ki bi se po zgledu Severno-afriških držav preživljala s piratstvo, kar bi ogrozilo Zahodno trgovino. Poleg tega je Habsburško monarhijo, ki je bila sestavljena iz mnogo narodnosti, skrbela razširitev revolucionarnega vrenja v njene dežele, kar se je kasneje zgodilo leta 1848. Zahodne sile so se tudi strinjale, da morajo ohraniti osmansko cesarstvo, saj bi njegov razpad lahko pomenil prevlado Rusije na Balkanu, kar bi porušil ravnotežje moči, vzpostavljeno po Dunajskem kongresu. Velike sile (Rusija, Velika Britanija in Francija) so tako julija 1827 posredovale visoki porti (političnemu organu osmanskega cesarstva) ultimat, po katerem naj bi osmansko cesartvo Grčiji zagotovilo avtonomijo. Po tem, ko se osmansko cesarstvo v enem mesecu ni odzvalo, so skupaj 20. oktobra 1827 napadle turško mornarico pri Navarinu in zmagale v trodnevni bitki, v kateri je bilo uničeno egiptovsko-turško ladjevje.
Za Turčijo je bil to velik udarec. Vseeno pa sultan ni bil pripravljen na kompromise, zato je aprila 1828 Rusija napovedala osmanskemu cesarstvu vojno, v odločilni bitki leta 1829 pa je bila Turčija poražena. Rusija je z zmago dobila nova ozemlja v Armeniji  ter ustju Donave, ter pravico proste plovbe skozi črnomorske ožine.
Konferenca v Londonu leta 1830, ki je takrat združila največje evropske sile, je razglasila Grčijo za neodvisno državo, kar je v zgodovini znano kot Odrinski mir. Meje nove države so potekale po ozemljih, kjer je bila polovica prebivalstva grška. Leta 1832 so razglasili za grškega kralja bavarskega princa Otona I. Wittelsbaškega. Grki s tem niso bili zadovoljni in leta 1862 so končno pregnali svojega kralja, ki ga je na prestolu nasledil danski princ Jurij I. Sledila je danska rodbina.
Grški boj za neodvisnost je spodbudil k uporu tudi druge balkanske države, ki so bile pod oblastjo turškega sultana. 